# Mỏ đồng Sin Quyền
Mỏ đồng Sin Quyền, còn viết là Mỏ đồng Sinh Quyền, là mỏ đồng ở vùng đất huyện Bát Xát tỉnh Lào Cai, Việt Nam.
Mỏ đồng Sin Quyền có trữ lượng 53 triệu tấn, hiện được coi là mỏ đồng lớn nhất ở Việt Nam.
Mỏ được phát hiện từ lâu đời, tuy nhiên không có thông tin khai thác thời phong kiến. Các Bản đồ Bắc Kỳ hồi 1870 do người Pháp lập đã đánh dấu mỏ đồng này, ví dụ bản của Jean Dupuis làm năm 1879 đã ghi Mines de cuivre (mỏ đồng). Ngành địa chất thì ghi nhận Mỏ đồng Sin Quyền được các nhà địa chất của Đoàn địa chất 5, thuộc Tổng cục Địa chất phát hiện và điều tra năm 1961.

## Tranh cãi
Ngày nay mỏ đồng Sin Quyền đang được khai thác cấp tập để bán quặng, đóng góp vào sự "phát triển mạnh mẽ, đồng bộ" của tỉnh Lào Cai , với đầu tư của nhà thầu Trung Quốc và công nghệ Trung Quốc. Tuy nhiên, có người lại coi hành vi này là "Bán quặng rẻ cho Trung Quốc: Chuyện đau lòng ở Việt Nam" và xem thường lợi ích của thế hệ mai sau.

## Kỷ lục Việt Nam
Mỏ đồng Sin Quyền có trữ lượng 53 triệu tấn, là mỏ đồng lớn nhất ở Việt Nam.